# Кубок Украины по футболу 1999/2000
В девятом Кубке Украины по футболу сезона 1999/2000 году приняли участие 30 команд высшей и первой лиг и оба финалиста Кубка второй лиги (из 44 команд).
Проходил с 11 марта 2000 года по 27 мая 2000 года.

## Участники
| Клубы высшей лиги: | Клубы первой лиги: | Финалисты Кубка второй лиги:           |
| - «Ворскла» (Полтава) - «Динамо» (Киев) - «Днепр» (Днепропетровск) - «Звезда» (Кировоград) - «Карпаты» (Львов) - «Кривбасс» (Кривой Рог) - «Металлист» (Харьков) - «Металлург» (Донецк) - «Металлург» (Запорожье) - «Металлург» (Мариуполь) - «Нива» (Тернополь) - «Прикарпатье» (Ивано-Франковск) - «Таврия» (Симферополь) - ЦСКА (Киев) - «Черноморец» (Одесса) - «Шахтер» (Донецк) | - ФК «Винница» - «Волынь» (Луцк) - «Закарпатье» (Ужгород) - ФК «Львов» - «Металлург» (Никополь) - СК «Николаев» - «Нефтяник» (Ахтырка) - «Оболонь-ПВО» (Киев) - «Полиграфтехника» (Александрия) - «Полесье» (Житомир) - «Сталь» (Алчевск) - «Торпедо» (Запорожье) - ФК «Черкассы» - «Явор-Сумы» (Сумы) | - «Борисфен» (Борисполь) - СК «Херсон» |

## Турнирная сетка
|  | 1/16 финала 11 марта 2000       | 1/16 финала 11 марта 2000 |  |  | 1/8 финала 29-30 марта 2000 | 1/8 финала 29-30 марта 2000 |                         |                         | Четвертьфиналы 12 апреля 2000 | Четвертьфиналы 12 апреля 2000 |  |  | Полуфиналы 10 мая 2000 | Полуфиналы 10 мая 2000 |  |  | Финал 27 мая 2000 | Финал 27 мая 2000 |
|  |                                 |                           |  |  |                             |                             |                         |                         |                               |                               |  |  |                        |                        |  |  |                   |                   |
|  | Закарпатье (Ужгород)            | 1                         |  |  |                             |                             |                         |                         |                               |                               |  |  |                        |                        |  |  |                   |                   |
|  | «Металлург» (Донецк)            | 2                         |  |  | «Металлург» (Донецк)        | 2                           |                         |                         |                               |                               |  |  |                        |                        |  |  |                   |                   |
|  | «Полиграфтехника» (Александрия) | 0                         |  |  | «Кривбасс» (Кривой Рог)     | 3                           |                         |                         |                               |                               |  |  |                        |                        |  |  |                   |                   |
|  | «Кривбасс» (Кривой Рог)         | 1                         |  |  |                             |                             |                         | «Кривбасс» (Кривой Рог) | 1                             |                               |  |  |                        |                        |  |  |                   |                   |
|  | «Сталь» (Алчевск)               | 0                         |  |  | ЦСКА (Киев)                 | 0                           |                         |                         |                               |                               |  |  |                        |                        |  |  |                   |                   |
|  | ЦСКА (Киев)                     | 2                         |  |  | ЦСКА (Киев)                 | 2                           |                         |                         |                               |                               |  |  |                        |                        |  |  |                   |                   |
|  | «Полесье» (Житомир)             | 2                         |  |  | «Ворскла» (Полтава)         | 1                           |                         |                         |                               |                               |  |  |                        |                        |  |  |                   |                   |
|  | «Ворскла» (Полтава)             | 5                         |  |  |                             |                             |                         | «Кривбасс» (Кривой Рог) | 2                             |                               |  |  |                        |                        |  |  |                   |                   |
|  | «Металлург» (Никополь)          | 1                         |  |  | «Звезда» (Кировоград)       | 1                           |                         |                         |                               |                               |  |  |                        |                        |  |  |                   |                   |
|  | «Звезда» (Кировоград)           | 1                         |  |  | «Звезда» (Кировоград)       | 2                           |                         |                         |                               |                               |  |  |                        |                        |  |  |                   |                   |
|  | ФК «Винница»                    | 2                         |  |  | ФК «Винница»                | 0                           |                         |                         |                               |                               |  |  |                        |                        |  |  |                   |                   |
|  | «Металлист» (Харьков)           | 2                         |  |  |                             |                             | «Звезда» (Кировоград)   | 0                       |                               |                               |  |  |                        |                        |  |  |                   |                   |
|  | СК «Николаев»                   | 1                         |  |  | «Шахтер» (Донецк)           | 0                           |                         |                         |                               |                               |  |  |                        |                        |  |  |                   |                   |
|  | «Шахтёр» (Донецк)               | 2                         |  |  | «Шахтер» (Донецк)           | 5                           |                         |                         |                               |                               |  |  |                        |                        |  |  |                   |                   |
|  | «Борисфен» (Борисполь)          | 0                         |  |  | «Борисфен» (Борисполь)      | 0                           |                         |                         |                               |                               |  |  |                        |                        |  |  |                   |                   |
|  | «Прикарпатье» (Ивано-Франковск) | 0                         |  |  |                             |                             |                         | «Кривбасс» (Кривой Рог) | 0                             |                               |  |  |                        |                        |  |  |                   |                   |
|  | ФК «Львов»                      | 4                         |  |  | «Динамо» (Киев)             | 1                           |                         |                         |                               |                               |  |  |                        |                        |  |  |                   |                   |
|  | «Металлург» (Мариуполь)         | 0                         |  |  | ФК «Львов»                  | 1                           |                         |                         |                               |                               |  |  |                        |                        |  |  |                   |                   |
|  | «Волынь» (Луцк)                 | 1                         |  |  | «Днепр» (Днепропетровск)    | 0                           |                         |                         |                               |                               |  |  |                        |                        |  |  |                   |                   |
|  | «Днепр» (Днепропетровск)        | 3                         |  |  |                             |                             | ФК «Львов»              | 1                       |                               |                               |  |  |                        |                        |  |  |                   |                   |
|  | «Торпедо» (Запорожье)           | -                         |  |  | «Динамо» (Киев)             | 4                           |                         |                         |                               |                               |  |  |                        |                        |  |  |                   |                   |
|  | «Динамо» (Киев)                 | +                         |  |  | «Динамо» (Киев)             | 4                           |                         |                         |                               |                               |  |  |                        |                        |  |  |                   |                   |
|  | СК «Херсон»                     | 1                         |  |  | СК «Херсон»                 | 0                           |                         |                         |                               |                               |  |  |                        |                        |  |  |                   |                   |
|  | «Черноморец» (Одесса)           | 0                         |  |  |                             |                             | «Динамо» (Киев)         | 6                       |                               |                               |  |  |                        |                        |  |  |                   |                   |
|  | «Нефтяник» (Ахтырка)            | 0                         |  |  | «Металлург» (Запорожье)     | 1                           |                         |                         |                               |                               |  |  |                        |                        |  |  |                   |                   |
|  | «Металлург» (Запорожье)         | 2                         |  |  | «Металлург» (Запорожье)     | 3                           |                         |                         |                               |                               |  |  |                        |                        |  |  |                   |                   |
|  | «Явор-Сумы»                     | 1                         |  |  | «Таврия» (Симферополь)      | 0                           |                         |                         |                               |                               |  |  |                        |                        |  |  |                   |                   |
|  | «Таврия» (Симферополь)          | 2                         |  |  |                             |                             | «Металлург» (Запорожье) | 3                       |                               |                               |  |  |                        |                        |  |  |                   |                   |
|  | «Оболонь-ПВО» (Киев)            | 0                         |  |  | «Карпаты» (Львов)           | 0                           |                         |                         |                               |                               |  |  |                        |                        |  |  |                   |                   |
|  | «Нива» (Тернополь)              | 1                         |  |  | «Нива» (Тернополь)          | 1                           |                         |                         |                               |                               |  |  |                        |                        |  |  |                   |                   |
|  | ФК «Черкассы»                   | 1                         |  |  | «Карпаты» (Львов)           | 2                           |                         |                         |                               |                               |  |  |                        |                        |  |  |                   |                   |
|  | «Карпаты» (Львов)               | 2                         |  |  |                             |                             |                         |                         |                               |                               |  |  |                        |                        |  |  |                   |                   |

## 1/16 финала
| Команда 1                       | Счёт         | Команда 2                       |
| ------------------------------- | ------------ | ------------------------------- |
| 11 марта 2000 года              |              |                                 |
| «Торпедо» (Запорожье)           | -:+          | «Динамо» (Киев)                 |
| СК «Херсон»                     | 1:0          | «Черноморец» (Одесса)           |
| ФК «Львов»                      | 4:0          | «Металлург» (Мариуполь)         |
| «Волынь» (Луцк)                 | 1:3          | «Днепр» (Днепропетровск)        |
| «Явор-Сумы» (Сумы)              | 1:2          | «Таврия» (Симферополь)          |
| «Нефтяник» (Ахтырка)            | 0:2          | «Металлург» (Запорожье)         |
| «Оболонь-ПВО» (Киев)            | 0:1          | «Нива» (Тернополь)              |
| ФК «Черкассы»                   | 1:2          | «Карпаты» (Львов)               |
| «Полиграфтехника» (Александрия) | 0:1          | «Кривбасс» (Кривой Рог)         |
| «Закарпатье» (Ужгород)          | 1:2          | «Металлург» (Донецк)            |
| «Сталь» (Алчевск)               | 0:2          | ЦСКА (Киев)                     |
| «Полесье» (Житомир)             | 2:5          | «Ворскла» (Полтава)             |
| «Металлург» (Никополь)          | 1:1 (п. 1:3) | «Звезда» (Кировоград)           |
| ФК «Винница»                    | 2:2 (п. 4:2) | «Металлист» (Харьков)           |
| «Борисфен» (Борисполь)          | 0:0 (п. 3:1) | «Прикарпатье» (Ивано-Франковск) |
| СК «Николаев»                   | 1:2          | «Шахтер» (Донецк)               |

- Запорожское «Торпедо» было снято с соревнований, в матче с «Динамо» ему засчитано техническое поражение

### Результаты
| СК «Херсон»      | 1:0             | «Черноморец» (Одесса) |
| ---------------- | --------------- | --------------------- |
| Запорожченко 44′ | протокол (укр.) |                       |

| ФК «Львов»                                          | 4:0             | «Металлург» (Мариуполь) |
| --------------------------------------------------- | --------------- | ----------------------- |
| Клименко 5′ · Ефименко 50′ (пен.), 62′ · Вергун 79′ | протокол (укр.) |                         |

| «Явор-Сумы»         | 1:2             | «Таврия» (Симферополь) |
| ------------------- | --------------- | ---------------------- |
| Бабийчук 34′ (пен.) | протокол (укр.) | 27′, 75′ Антюхин       |

| «Оболонь-ПВО» (Киев) | 0:1             | «Нива» (Тернополь) |
| -------------------- | --------------- | ------------------ |
|                      | протокол (укр.) | 5′ Лашук           |

| ФК «Черкассы» | 1:2             | «Карпаты» (Львов)        |
| ------------- | --------------- | ------------------------ |
| Осташов 20′   | протокол (укр.) | 54′ Шаран · 78′ Покладок |

| «Сталь» (Алчевск) | 0:2             | ЦСКА (Киев)                  |
| ----------------- | --------------- | ---------------------------- |
|                   | протокол (укр.) | 52′ Костышин · 83′ Мусолитин |

| «Металлург» (Никополь)                | 1:1 (доп. вр.)  | «Звезда» (Кировоград)                   |
| ------------------------------------- | --------------- | --------------------------------------- |
| Горбань 49′                           | протокол (укр.) | 25′ Коссе                               |
| Пенальти                              |                 |                                         |
| Гасанов · Сандул · Лютиков · Безручко | 1:3             | Бурхан · Бондаренко · Шаповалов · Коссе |

| ФК «Винница»                                          | 2:2 (доп. вр.)  | «Металлист» (Харьков)                     |
| ----------------------------------------------------- | --------------- | ----------------------------------------- |
| Ястребинский 59′ · Бондаренко 100′                    | протокол (укр.) | 67′, 116′ (пен.) Иваненко                 |
| Пенальти                                              |                 |                                           |
| Рябцев · Бобович · Ястребинский · Павлик · Бондаренко | 4:2             | Школьников · Иваненко · Харченко · Кирлик |

| «Волынь» (Луцк) | 1:3             | «Днепр» (Днепропетровск)                  |
| --------------- | --------------- | ----------------------------------------- |
| Барановский 32′ | протокол (укр.) | 28′ Шевцов · 37′ Задорожный · 52′ Сухарев |

| «Нефтяник» (Ахтырка) | 0:2             | «Металлург» (Запорожье)  |
| -------------------- | --------------- | ------------------------ |
|                      | протокол (укр.) | 51′ (пен.), 85′ Полтавец |

| «Полиграфтехника» (Александрия) | 0:1             | «Кривбасс» (Кривой Рог) |
| ------------------------------- | --------------- | ----------------------- |
|                                 | протокол (укр.) | 33′ Мизин               |

| «Закарпатье» (Ужгород) | 1:2             | «Металлург» (Донецк)      |
| ---------------------- | --------------- | ------------------------- |
| Билак 64′              | протокол (укр.) | 49′ Крипак · 73′ Минтенко |

| «Полесье» (Житомир)    | 2:5             | «Ворскла» (Полтава)                                 |
| ---------------------- | --------------- | --------------------------------------------------- |
| Паршин 66′, 71′ (пен.) | протокол (укр.) | 26′, 44′, 48′ Маковский · 41′ Кобзарь · 78′ Головко |

| «Борисфен» (Борисполь)                   | 0:0 (доп. вр.)  | «Прикарпатье» (Ивано-Франковск)      |
| ---------------------------------------- | --------------- | ------------------------------------ |
|                                          | протокол (укр.) |                                      |
| Пенальти                                 |                 |                                      |
| Кондратюк · Дмитрук · Миклашевич · Качур | 3:1             | Ларин · Матвиив · Первак · Ватаманюк |

| СК «Николаев» | 1:2             | «Шахтёр» (Донецк)    |
| ------------- | --------------- | -------------------- |
| Дерипапа 83′  | протокол (укр.) | 51′ Зубов · 66′ Орбу |

## 1/8 финала
| Команда 1               | Счёт | Команда 2                |
| ----------------------- | ---- | ------------------------ |
| 29 марта 2000 года      |      |                          |
| «Динамо» (Киев)         | 4:0  | СК «Херсон»              |
| «Металлург» (Запорожье) | 3:0  | «Таврия» (Симферополь)   |
| «Нива» (Тернополь)      | 1:2  | «Карпаты» (Львов)        |
| «Металлург» (Донецк)    | 2:3  | «Кривбасс» (Кривой Рог)  |
| ЦСКА (Киев)             | 2:1  | «Ворскла» (Полтава)      |
| «Звезда» (Кировоград)   | 2:0  | ФК «Винница»             |
| «Шахтер» (Донецк)       | 5:0  | «Борисфен» (Борисполь)   |
| 30 марта 2000 года      |      |                          |
| ФК «Львов»              | 1:0  | «Днепр» (Днепропетровск) |

### Результаты
| «Динамо» (Киев)                                                    | 4:0             | СК «Херсон» |
| ------------------------------------------------------------------ | --------------- | ----------- |
| Кормильцев 12′ · Михайленко 37′ · Шарабура 52′ (авт.) · Шацких 87′ | протокол (укр.) |             |

| «Металлург» (Донецк)      | 2:3             | «Кривбасс» (Кривой Рог)                    |
| ------------------------- | --------------- | ------------------------------------------ |
| Леонов 67′ · Завьялов 88′ | протокол (укр.) | 9′ Паляница · 31′ (пен.) Мороз · 83′ Гецко |

| «Звезда» (Кировоград)       | 2:0             | ФК «Винница» |
| --------------------------- | --------------- | ------------ |
| Бондаренко 3′ · Кудинов 34′ | протокол (укр.) |              |

| «Шахтёр» (Донецк)                                                  | 5:0             | «Борисфен» (Борисполь) |
| ------------------------------------------------------------------ | --------------- | ---------------------- |
| Абрамов 12′ · Зубов 53′ · Бахарев 64′ · Ателькин 65′ · Матвеев 83′ | протокол (укр.) |                        |

| «Металлург» (Запорожье)                         | 3:0             | «Таврия» (Симферополь) |
| ----------------------------------------------- | --------------- | ---------------------- |
| Демченко 45′ · Акопян 55′ · Полтавец 86′ (пен.) | протокол (укр.) |                        |

| ЦСКА (Киев)                   | 2:1             | «Ворскла» (Полтава) |
| ----------------------------- | --------------- | ------------------- |
| Мусолитин 50′ · Закарлюка 73′ | протокол (укр.) | 47′ (авт.) Поляков  |

| «Нива» (Тернополь) | 1:2 (доп. вр.)  | «Карпаты» (Львов)               |
| ------------------ | --------------- | ------------------------------- |
| Сихарулидзе 61′    | протокол (укр.) | 71′ Вильчинский · 110′ Покладок |

| ФК «Львов»   | 1:0             | «Днепр» (Днепропетровск) |
| ------------ | --------------- | ------------------------ |
| Ефименко 31′ | протокол (укр.) |                          |

## 1/4 финала
| Команда 1               | Счёт         | Команда 2         |
| ----------------------- | ------------ | ----------------- |
| 12 апреля 2000 года     |              |                   |
| ФК «Львов»              | 1:4          | «Динамо» (Киев)   |
| «Металлург» (Запорожье) | 3:0          | «Карпаты» (Львов) |
| «Кривбасс» (Кривой Рог) | 1:0          | ЦСКА (Киев)       |
| «Звезда» (Кировоград)   | 0:0 (п. 6:5) | «Шахтер» (Донецк) |

### Результаты
| «Звезда» (Кировоград)                                               | 0:0 (доп. вр.)  | «Шахтер» (Донецк)                                                  |
| ------------------------------------------------------------------- | --------------- | ------------------------------------------------------------------ |
|                                                                     | протокол (укр.) |                                                                    |
| Пенальти                                                            |                 |                                                                    |
| Шаповалов · Бондаренко · Есып · Чалый · Носенко · Жилин · Приходько | 6:5             | Ковалёв · Абрамов · Зубов · Старостяк · Воробей · Алиуцэ · Тимощук |

| «Металлург» (Запорожье)                         | 3:0             | «Карпаты» (Львов) |
| ----------------------------------------------- | --------------- | ----------------- |
| Полтавец 28′ (пен.) · Черевань 38′ · Спивак 80′ | протокол (укр.) |                   |

| ФК «Львов» | 1:4             | «Динамо» (Киев)                                            |
| ---------- | --------------- | ---------------------------------------------------------- |
| Лапко 74′  | протокол (укр.) | 13′ Гусин · 34′ (пен.) Ребров · 56′ Белькевич · 89′ Шацких |

| «Кривбасс» (Кривой Рог) | 1:0             | ЦСКА (Киев) |
| ----------------------- | --------------- | ----------- |
| Паляница 18′            | протокол (укр.) |             |

## 1/2 финала
| Команда 1               | Счёт | Команда 2               |
| ----------------------- | ---- | ----------------------- |
| 10 мая 2000 года        |      |                         |
| «Динамо» (Киев)         | 6:1  | «Металлург» (Запорожье) |
| «Кривбасс» (Кривой Рог) | 2:1  | «Звезда» (Кировоград)   |

### Результаты
| «Динамо» (Киев)                                                          | 6:1             | «Металлург» (Запорожье) |
| ------------------------------------------------------------------------ | --------------- | ----------------------- |
| Ребров 9′ · Шацких 18′, 89′ · Белькевич 60′ · Деметрадзе 66′ (пен.), 82′ | протокол (укр.) | 61′ Смирнов             |

| «Кривбасс» (Кривой Рог)  | 2:1             | «Звезда» (Кировоград) |
| ------------------------ | --------------- | --------------------- |
| Гецко 44′ · Паляница 59′ | протокол (укр.) | 24′ Кислов            |

## Финал
Финальный матч состоялся 27 мая 2000 года в Киеве на национальном спортивном комплексе «Олимпийский»
| «Кривбасс» (Кривой Рог) | 0:1      | «Динамо» (Киев) |
| ----------------------- | -------- | --------------- |
|                         | протокол | 44′ Хацкевич    |

| Обладатель Кубка Украины 1999/2000 |
| ---------------------------------- |
| «Динамо» (Киев) 5-й титул          |

## Лучшие бомбардиры
| Место | Игрок              | Клуб        | Матчи | Голы (пен.) |
| ----- | ------------------ | ----------- | ----- | ----------- |
| 1     | Максим Шацких      | Динамо К    | 4     | 4           |
| 2     | Валентин Полтавец  | Металлург З | 4     | 4 (1)       |
| 3     | Владимир Маковский | Ворскла     | 2     | 3           |
| 4     | Вячеслав Ефименко  | Львов       | 3     | 3 (1)       |
| 5     | Александр Паляница | Кривбасс    | 5     | 3           |